# Markus Jans
Markus Jans (* 1946) ist ein Schweizer Musiktheoretiker und ehemaliger Hochschullehrer.

## Leben
Markus Jans, von 1972 bis 2010 Dozent für Historische Satzlehre an der Schola Cantorum Basiliensis (Hochschule für Alte Musik, Basel) sowie für Geschichte der Musiktheorie an der Hochschule für Musik Basel. Auf der Basis von Vorarbeiten durch Wulf Arlt hat er zusammen mit Dominique Muller den Bereich Historische Satzlehre zu einem Kernfach an der Schola Cantorum Basiliensis ausgebaut und dem Institut damit eine Vorreiterrolle auf diesem wesentlichen Gebiet der Ausbildung verschafft.

## Publikationen

### Aufsätze
- Alle gegen Eine. Satzmodelle in Note-gegen-Note-Sätzen des 16. und 17. Jahrhunderts. In: Basler Jahrbuch für historische Musikpraxis 10,  Winterthur: Amadeus1986, ISBN 3-905049-41-4. S. 101–120.
- Modale »Harmonik«. Beobachtungen und Fragen zur Logik der Klangverbindungen im 16. und frühen 17. Jahrhundert. In: Basler Jahrbuch für historische Musikpraxis 16. Winterthur: Amadeus 1992, ISBN 3-905049-58-9. S. 167–188.
- Zur Rezeption der Alten Musik in Theorie und Komposition. Beobachtungen an Beispielen vom 18. bis zum frühen 20. Jahrhundert. In: Basler Jahrbuch für historische Musikpraxis 21. Winterthur: Amadeus 1997, S. 87–100
- Historisch informierte Analyse. Über den konstruktiven Umgang mit den Zeugnissen der Vergangenheit. In: Basler Jahrbuch für historische Musikpraxis 27. Winterthur: Amadeus 2003, S. 93–99
- Musikalische Poetik bei Gilles Binchois, in: "Musik und Aesthetik", 9. Jahrgang, Heft 4, Stuttgart, Juli 2005, S. 33–49
- Towards a History of the Origin and Development of the rule of the Octave. In: Towards Tonality. Leuven: Leuven University Press 2007, ISBN 978-90-5867-587-3. S. 119–143.
- Ansichten zur Interpretation in: Musiktheorie, 20. Jg., Heft 4, Laaber: Laaber-Verlag 2005, S. 293–298
- Sieben (nicht ganz wahllose) Griffe in die Bücherkiste, Leseempfehlungen, in: Zeitschrift der Gesellschaft für Musiktheorie, 3. Jahrgang, Heft 1,  Hildesheim: Olms 2006, S. 145–148
- Von Menschen und Dissonanzen. Ein etwas willkürlicher Streifzug durch die Geschichte der Musiktheorie, in: "Dissonanz/Dissonance", Schweizerischer Tonkünstlerverein (Hg.), Dezember 2007, S. 4–7
- Zur Idee und Praxis der historischen Satzlehre an der Schola Cantorum Basiliensis, in: Basler Jahrbuch für historische Musikpraxis 32.  Winterthur: Amadeus2008, S. 165–174
- Modus und Modalität wahrnehmen und vermitteln. Über die Arbeit mit Tonfeldern. Ein Erfahrungsbericht, in: Hamburger Jahrbuch für Musikwissenschaft (Jochen Brieger Hg.), 29, 2013, S. 41–54
- Aesthetische Implikationen der Satzlehre – In Tönen denken – über Töne nachdenken und reden, Keynote zum VI. Kongress der GMTh in Weimar 2006, in: "Musiktheorie und Vermittlung" (Ralf Kubicek, Hg.), Hildesheim: Olms 2014, S. 155–166
- Improvisation aus historischer und historisch-pädagogischer Sicht, Keynote zum IX. Kongress der GMTh in Mainz 2009 in: "Musiktheorie und Improvisation", Kongressbericht der IX. Jahrestagung 2009 der Gesellschaft für Musiktheorie (Jürgen Blume und Konrad Georgi Hg.), Mainz: Schott 2015, S. 18–28
- Zu Johann Sebastian Bachs Choralvorspiel Allein Gott in der Höh’ sei Ehr’ BWV 715, in: Claus Bockmaier und Dorothea Hofmann (Hgg.), Zur performativen Expressivität des KClaviers. Aufführung und Interpretation ‒ Symposium München, 27.–28. April 2018. Musikwissenschaftliche Schriften der Hochschule für Musik und Theater München, Bd. 13. München: Allitera Verlag 2020, S. 55–64
- Basstöne und ihre Bedeutungsmöglichkeiten im Kontext, Zur Logik der Klangfortschreitung und zur Modulation im Generalbass, in:  Musiktheorie – "Begriff und Praxis", 2. Jahreskongress der Deutschen Gesellschaft für Musiktheorie München 2002 (GMTH Proceedings 2002), hg. 2022 von Stefan Rohringer, S. 87–95

### Beiträge zu Festschriften
- für Clemens Kühn zum 65. Geburtstag: Gaudia tripudia decent haec sollempnia, eine Analyse des Conductus Baculi sollempnia aus der Handschrift F, fol 372–373, in: „Musik und ihre Theorien“, hg. von Felix Diergarten, Ludwig Holtmeier, John Leigh und Edith Metzner, Dresden: Hochschule für Musik und Theater Carl Maria von Weber 2010, S. 14–18
- für David Fallows zum 70. Geburtstag: Dieu vous doinst hui en bonne estraine tout le desir de vostre coeur, eine Analyse der Chanson Margarite, fleur de valeur von Gilles Binchois mit kritischem Vergleich dreier verschiedener Quellen, in: „Essays on Renaissance Music in Honour of David Fallows“ (edited by Fabrice Fitch and Jacobijn Kliel), Woodbridge: The Boydell Press 2011, S. 218–226
- für Wulf Arlt zum 80. Geburtstag: „ad haec sollempnia“. Zur Aufführungspraxis eines zweistimmig überlieferten Refrains in einer Handschrift von Le Puy, in: „Beredte Musik“, Konversationen zum 80. Geburtstag von Wulf Arlt, hg. von Martin Kirnbauer, Schola Cantorum Basiliensis Scripta Band 8, Basel: Schwabe Verlag 2019, S. 195–203

### Rezensionen
- zu Christopher Schmidt, Harmonia Modorum, in: Zeitschrift der Gesellschaft für Musiktheorie, 3. Jahrgang, Heft 1, Hildesheim: Olms 2006
- zu Klaus-Jürgen Sachs, De modo componendi: Studien zu musikalischen Lehrtexten des späten 15. Jahrhunderts, in: Zeitschrift der Gesellschaft für Musiktheorie, 4. Jahrgang, Heft 3, Hildesheim: Olms, 2007, S. 345–348
- zu Immanuel Ott, Methoden der Kanonkomposition bei Josquin und seinen Zeitgenossen, in: Musik & Ästhetik, 20. Jahrgang, Heft 78, Stuttgart, April 2016, S. 110–114

| Personendaten    | Personendaten                                             |
| ---------------- | --------------------------------------------------------- |
| NAME             | Jans, Markus                                              |
| KURZBESCHREIBUNG | Schweizer Musiktheoretiker und ehemaliger Hochschullehrer |
| GEBURTSDATUM     | 1946                                                      |